# Šivetice
Šivetice es un municipio del distrito de Revúca en la región de Banská Bystrica, Eslovaquia, con una población estimada a final del año 2024 de 348 habitantes.
Se encuentra ubicado al este de la región, en la cuenca hidrográfica del río Sajó —un afluente derecho del río Tisza— y cerca de la frontera con la región de Košice.

## Demografía
| Año        | 1994 | 2004     | 2014    | 2024    |
| ---------- | ---- | -------- | ------- | ------- |
| Población  | 319  | 388      | 374     | 348     |
| Diferencia |      | +21,63 % | −3,60 % | −6,95 % |

| Año        | 2023 | 2024    |
| ---------- | ---- | ------- |
| Población  | 351  | 348     |
| Diferencia |      | −0,85 % |